# Delitve Poljske
Rusija, Prusija in Avstrija so si ozemlje poljsko-litovske skupnosti delile trikrat. Ob zadnji delitvi so Republiko kot državo likvidirale (ukinile).

## Uvod
Državna ureditev Poljske-Litve (Republike obeh narodov) in volitve kraljev na zelo širokem plenumu poljskega plemiškega parlamenta (sejma) so dajale tujcem velike možnosti za vmešavanje v poljske notranje zadeve. Od časov Petra Velikega je imela pri tem prevladujoč vpliv Rusija. Ta se je v času carice Katarine Velike še močno povečal; Katarina je leta 1764, ob pristanku pruskega kralja Friderika II., z rusko vojsko podprla izvolitev svojega nekdanjega ljubimca Stanislava Poniatowskega za poljskega kralja Stanislava II. Avgusta.
Vendar Poniatowski kot poljski kralj Katarini ni bil tako pokoren, kot je pričakovala. Na Zahodu izobraženi intelektualec iz vplivne poljske plemiške rodbine in sorodnik najvplivnejšega poljskega magnata Czartoryskega je želel preoblikovati Poljsko-Litvo v učinkovito ustavno monarhijo z normalno delujočim parlamentom, pri čemer pa je zadeval na mnoge ovire tako pri domačih političnih in idejnih nasprotnikih kot pri voditeljih sosednjih velesil, ki so jih mikala poljska ozemlja. Poleg Katarine II. je bil to predvsem pruski kralj Friderik II. Veliki. Njegovi predniki so si že pridobili (nekoč poljsko) Vzhodno Prusijo (prej imenovano Knežja ali Vojvodska Prusija, ki je s kronanjem brandenburškega volilnega kneza za "kralja v Prusiji", Friderika I., postala kraljevina); Friderik II sam pa si je v šlezijskih vojnah in sedemletni vojni priboril Šlezijo. Manjkal mu je še (poljska) Kraljeva Prusija, gospodarsko izredno pomembno ozemlje ob ustju Visle s pristaniščem Gdansk. Katarina, ki se je dobro zavedala njegove vojaške moči in politične spretnosti, se je o vseh posegih na Poljsko predhodno posvetovala z njim.
Tretja močna poljska soseda je bila Avstrija, ki se je po avstrijski nasledstveni vojni vse bolj povezovala s Francijo. Še vedno se ni sprijaznila z izgubo Šlezije, v področje njenih interesov v Moldaviji, Vlaški in na Balkanu pa je začela posegati v rusko-turški vojni zmagovita Rusija.
V takšnih okoliščinah sta Friderik Veliki in njegov brat, ki je leto in pol preživel kot ataše v Sankt Peterburgu, poskušala uveljaviti svoj načrt, ki naj bi na račun Poljske zadovoljil ozemeljske apetite treh velesil in istočasno vzpostavil med njimi ravnotežje političnih moči. Rusija naj bi se odpovedala Moldaviji, ki jo je že zavzela, in izgubljeno ozemlje nadomestila z delom Poljske. Avstrija bi v zameno za Šlezijo dobila Besarabijo, medtem ko bi si Friderik II. vzel Kraljevo Prusijo z Gdanskom.
Katarina sprva nad načrtom ni bila navdušena. Ko pa je na Poljskem izbruhnila državljanska vojna med konservativnimi pristaši starega saškega režima in naprednimi silami Poniatowskega (katerega so nasprotniki ujeli) in je poleg tega Avstrija zavzela občutljivo območje Spiša (potem ko jo je Poniatowski prosil, da zatre tamkajšnji upor) in še sedem sosednjih župnij, so okoliščine za prvo delitev Poljske dozorele.

## Prva delitev Poljske (1772-73)
Do odločitve je prišlo v začetku leta 1772. Rusija se je odpovedala Moldaviji (ki jo je že zavzela) in Vlaški (ki jo je nameravala zavzeti), se sporazumela z Avstrijo in jo pritegnila k delitvi Poljske. Marija Terezija se je zelo nerada pridružila pogajanjem o razkosanju Poljske, a ko so bili zadržki premagani, je njen kancler grof Kaunitz pokazal največji pohlep. Eno leto trajajoča pogajanja so potekala v ozračju hudega mešetarjenja in ob spremljavi izvršenih dejstev.
Po pogodbi z dne 5. avgusta 1772 je Prusija dobila skoraj vso Kraljevo Prusijo (brez Gdanska), ki je dotlej ločevala Vzhodno Prusijo od matične Volilne kneževine Brandenburg; dobila je škofijo Warmijo (Ermland), severna ozemlja Velikopoljske ob reki Noteć in del Kujavije (brez mesta Torunj).
Avstrija je dobila Zator in Oświęcim, vso Galicijo z bogatimi rudniki soli v Bochniji in Wieliczki, del območij Sandomierza in Krakova brez mesta Krakov.
Rusija je dobila v posest Livonijo, ki pa je ostala pod upravljanjem Republike, in beloruska območja Vitebsk, Polock in Mstislavl.
Avstrija in Prusija sta si, nezadovoljni s plenom po pogodbi, še dodatno nasilno prilastili nekaj ozemlja, kar pa je bilo z rusko intervencijo leta 1776 delno popravljeno.
Friderik II. zaradi odločnega nasprotovanja Rusije, Anglije in Nizozemske ni smel zasesti Gdanska. Kljub temu, da je bilo ozemlje, ki ga je dobil, najmanjše, pa je bilo zaradi gospodarskega in političnega pomena ustja Visle najdragocenejše; pruska ozemlja je povezalo v strnjeno celoto in odrezalo Poljsko od morja.
Poljski parlament se je upiral ratifikaciji takšne pogodbe in Poniatowski je v zahodnem, zlasti angleškem tisku vzpodbujal pisanje proti brezpravnosti delitve. A so velesile zagrozile, da bodo anektirale še večja ozemlja. Tako je sejm 30. septembra 1773 naposled ratificiral pogodbo.
Pogodbo o delitvi so marca 1775 dopolnili s trgovskim dogovorom, ki je bil Poljakom vsiljen. Poljska je morala plačevati visoke takse za izvoz v Prusijo, medtem ko so bile takse v nasprotno smer nizke; pristojbine za poljsko tranzitno trgovino preko pruskega ozemlja pa so bile naravnost oderuške. Mestu Gdansk, ki ga ni smel zasesti, se je Friderik II. maščeval tako, da je usmeril trgovino po Visli v tedaj že pruski Elbląg.

## Uvodni dogodki v drugo delitev Poljske
Po prvi delitvi je Poniatowskemu uspelo nekoliko reorganizirati poljsko notranjo ureditev (v obsegu, ki so ga dovoljevali Rusi). Državo je vodil stalni svet, ki je vpeljal nekatere napredne reforme za pospešitev gospodarstva in posodobitev izobraževanja. Politične razmere so se toliko stabilizirale, da so ruske čete leta 1780, po šestnajstih letih, zapustile ozemlje Republike.
Vendar so Poljaki, tako pristaši razsvetljenstva, ki so nestrpno zahtevali družbene in institucionalne reforme, kot konservativci, ki so računali na vrnitev "starih dobrih saških časov", težko prenašali rusko vmešavanje v poljske zadeve. Priložnost, da se ga znebijo, se je pojavila z izbruhom rusko-turške vojne (avgust 1787), v katero so se kmalu zapletli tudi Avstrijci, in potem še švedsko-ruske vojne (1788). Rusi so bili sedaj zaposleni z vojnama in sejm se je osvobodil njihovega vpliva; 19. januarja 1789 je ukinil stalni svet in sklenil, da bo vladal sam.
29. marca 1790 je Republika sklenila obrambno zvezo s Prusijo (ki se je povezala z Anglijo in Nizozemsko). Poljski sejm, katerega zasedanje je trajalo kar štiri leta, je začel pripravljati temeljite reforme in novo ustavo. V sejmu in v tisku so se množile pobude, predlogi in razprave.
3. maja 1791 je prišlo do sprejetja nove, napredne ustave. V upravljanje države so nameravali vključiti prebivalstvo mest in razširiti družbeno osnovo demokracije. Stališča vladnega tabora so postajala vse močnejša, ko se je januarja 1792 končala rusko-turška vojna. Prusija je opustila protirusko politiko in se zavzela za ponovno delitev Poljske.
27. aprila 1792 so trije poljski magnati (veliki plemiči), pristaši Rusov, na svojo roko v Sankt Peterburgu podpisali akt o konfederaciji (imenovani targoviška) in poklicali na pomoč rusko vojsko. Ta je 18. maja 1792 prekoračila poljsko mejo.
Številčno mnogo šibkejša poljska vojska je imela sprva proti Rusom nekaj obrambnih uspehov, vendar se je morala postopoma umikati. Katarina se ni odzvala na poskuse pogajanj. Ko so na Poljsko vdrli še Prusi, so se okupatorji začeli pogovarjati o novi delitvi Poljske. Avstrija, ki je bila zaposlena z vojno proti revolucionarni Franciji, pri drugi delitvi ni bila udeležena. 

## Druga delitev Poljske (1793)
Pogodba o drugi delitvi Poljske je bila med Rusijo in Prusijo sklenjena 23. januarja 1793. Prusija je dobila mesti Gdansk in Torunj, preostali del Velikopoljske in del Mazovije, ki jih je povezala v novo prusko pokrajino Južno Prusijo. Rusija je svojo mejo potegnila v ravni črti sever-jug zahodno od območij Minsk, Sluck, Žitomir, Kamienec Podolski.
Poslanci sejma v Grodnu so, ob grožnjah in podkupninah, po dolgem upiranju 17. avgusta 1793 ratificirali pogodbo z Rusijo in 23. septembra pogodbo s Prusijo.
Kar je ostalo od Poljske, je bilo razmejitveno ozemlje med velesilami, veliko 240.000 km2 s 3,5 milijoni prebivalcev. Njegovo upravljanje so uredili po starem, s stalnim svetom, na katerega je lahko vplival ruski ambasador.

## Tretja delitev Poljske (1795)
Z novim stanjem se niso mogli strinjati tako Poljaki v domovini kot tudi ne poljski emigranti na Saškem in drugod. Pripravili so upor pod vodstvom Tadeusza Kosciuszka, v Ameriki proslavljenega poljskega borca za neodvisnost. V uporu so sodelovali vsi sloji poljskega prebivalstva, tudi kmetje, ki so jim obljubili osebno svobodo in pravico, da ostanejo na zemlji, ki jo obdelujejo. Kljub srčnemu bojevanju in ubranitvi Varšave pred pruskim in ruskim obleganjem, niso bili kos drugemu ruskemu napadu pod vodstvom generala Suvorova. Ko je Suvorov zavzel Varšavo, o dokončni likvidaciji poljsko-litovske države ni bilo več dvoma.
Pogajanja med osvajalci so potekala vzporedno z vojaškimi operacijami. Skušali so jih prehitevati z izvršenimi dejanji. Avstrija in Rusija sta se trudili omejiti pruske zahteve.
Konferenca o delitvi se je končala z razdorom. Na začetku leta 1795 sta Avstrija in Rusija sklenili zvezo zoper Prusijo. Sprte velesile so se začele pripravljati na vojno. Nazadnje je Prusija popustila.
Dokončni sporazum so podpisali 24. oktobra 1795. Varšavo, ki so jo osvojili Rusi, so zasedli Prusi. V zameno so se Prusi v korist Avstrije odpovedali Krakovu. Novo mejno črto med velesilami so začrtali po rekah Pilica, Bug in Nemen. Tokrat ratifikacija s strani Poljske ni bila več potrebna. Razmejitvena dela so med še vedno trajajočimi spopadi končala 2. julija 1796.
Rusija je svojo zahodno mejo pomaknila na Bug in Nemen; preko Livonije in Kurlandije se je razširila vse do Baltiškega morja.
Avstrija je povečala svoje ozemlje proti severu do Buga, do predmestij Varšave in do reke Pilice.
Preostala ozemlja je dobila Prusija, to je ozemlje do ruske meje na Nemnu in avstrijske meje na Bugu, Varšavo in na jugu še del ozemlja do Pilice, ki ga je Prusija poimenovala Nova Šlezija.
Dokončno je podrobnosti, združene z novimi pridobitvami (npr. likvidacijo dolgov), urejala pogodba z dne 16, januarja 1797. V tajnem dodatnem členu so tri velesile vzajemno jamčile, da bo ime Poljska za vedno izbrisano iz prava narodov.
Ross navaja, da se podatki o površinah in prebivalcih, ki so jih velesile anektirale pri treh delitvah Poljske-Litve, v virih med seboj precej razlikujejo; iz različnih virov je sestavil naslednjo tabelo:
| Delitev | Prusija | Prusija    | Rusija  | Rusija     | Avstrija | Avstrija   | Skupaj  | Skupaj     |
| ------- | ------- | ---------- | ------- | ---------- | -------- | ---------- | ------- | ---------- |
|         | km²     | prebivalci | km²     | prebivalci | km²      | prebivalci | km²     | prebivalci |
| prva    | 34.900  | 356.000    | 84.000  | 1.256.000  | 83.900   | 2.669.000  | 202.800 | 4.281.000  |
| druga   | 58.400  | 1.136.000  | 228.600 | 3.056.000  | –        | –          | 287.000 | 4.192.000  |
| tretja  | 43.000  | 1.042.000  | 146.000 | 1.338.000  | 51.100   | 1.098.000  | 240.100 | 3.478.000  |
| Skupaj  | 136.300 | 2.534.000  | 458.600 | 5.650.000  | 135.000  | 3.767.000  | 729.900 | 11.951.000 |

Rusija je dobila 63 % ozemlja in 47 % prebivalcev. Avstrija je dobila najgosteje naseljeno ozemlje; na 18 % površine je živelo 32 % prebivalcev. Največ koristi je pridobljeno ozemlje prineslo Prusiji, ki je dobila 19 % ozemlja in 21 % prebivalcev.